# National Rugby League 1977
La New South Wales Rugby Football League de 1977 fue la 70.ª edición del torneo de rugby league más importante de Australia.

## Formato
Los clubes se enfrentaron en una fase regular de todos contra todos, los cinco equipos mejor ubicados al terminar esta fase clasificaron a la postemporada.
Se otorgaron 2 puntos por el triunfo, 1 por el empate y ninguno por la derrota.

## Desarrollo

### Tabla de posiciones
| Pos. | Equipo                        | Encuentros | Encuentros | Encuentros | Encuentros | Tantos | Tantos | Tantos | Puntos |
| Pos. | Equipo                        | PJ         | PG         | PE         | PP         | F      | C      | Dif    | Puntos |
| ---- | ----------------------------- | ---------- | ---------- | ---------- | ---------- | ------ | ------ | ------ | ------ |
| 1    | Parramatta Eels               | 22         | 19         | 0          | 3          | 448    | 280    | +168   | 38     |
| 2    | St. George Dragons            | 22         | 17         | 0          | 5          | 402    | 260    | +142   | 34     |
| 3    | Eastern Suburbs               | 22         | 15         | 1          | 6          | 392    | 207    | +185   | 31     |
| 4    | Balmain Tigers                | 22         | 13         | 2          | 7          | 417    | 288    | +129   | 28     |
| 5    | Manly-Warringah Sea Eagles    | 22         | 14         | 0          | 8          | 352    | 269    | +83    | 28     |
| 6    | Cronulla-Sutherland Sharks    | 22         | 13         | 0          | 9          | 433    | 312    | +121   | 26     |
| 7    | Canterbury-Bankstown Bulldogs | 22         | 10         | 1          | 11         | 283    | 239    | +44    | 21     |
| 8    | North Sydney Bears            | 22         | 10         | 1          | 11         | 377    | 390    | -13    | 21     |
| 9    | Western Suburbs Magpies       | 22         | 7          | 0          | 15         | 247    | 438    | -191   | 14     |
| 10   | Penrith Panthers              | 22         | 6          | 1          | 15         | 319    | 408    | -89    | 13     |
| 11   | South Sydney Rabbitohs        | 22         | 3          | 0          | 19         | 250    | 479    | -229   | 6      |
| 12   | Newtown Jets                  | 22         | 2          | 0          | 20         | 254    | 604    | -350   | 4      |

|  | Postemporada. |

### Postemporada

#### Finales clasificatorias
| 27 de agosto | St. George Dragons | 19 - 14 | Eastern Suburbs |  |  |

| 28 de agosto | Balmain Tigers | 23 - 15 | Manly-Warringah Sea Eagles |  |  |

#### Semifinales
| 3 de septiembre | Parramatta Eels | 5 - 10 | St. George Dragons |  |  |

| 4 de septiembre | Eastern Suburbs | 26 - 2 | Balmain Tigers |  |  |

#### Final preliminar
| 10 de septiembre | Parramatta Eels | 13 - 5 | Eastern Suburbs |  |  |

#### Final
| 17 de septiembre | St. George Dragons | 9 - 9 | Parramatta Eels | Sydney Cricket Ground, Sídney   |  |
|                  |                    |       |                 | Asistencia: 65.959 espectadores |  |

| 24 de septiembre | St. George Dragons | 22 - 0 | Parramatta Eels | Sydney Cricket Ground, Sídney   |  |
|                  |                    |        |                 | Asistencia: 47.828 espectadores |  |

| Bandera de Australia       |
| Campeón St. George Dragons |
| Décimo cuarto título       |